# کیت برتون
کیت برتون (انگلیسی: Kate Burton؛ زادهٔ ۱۰ سپتامبر ۱۹۵۷) هنرپیشه اهل ایالات متحده آمریکا است. از فیلم‌هایی که وی در آن نقش داشته‌است می‌توان به ۱۲۷ ساعت، طوفان یخ، سوراخ، اولین باشگاه همسران، پول احمقانه، بچه شری و پابرهنه اشاره کرد.